# 寶町 (基隆市)

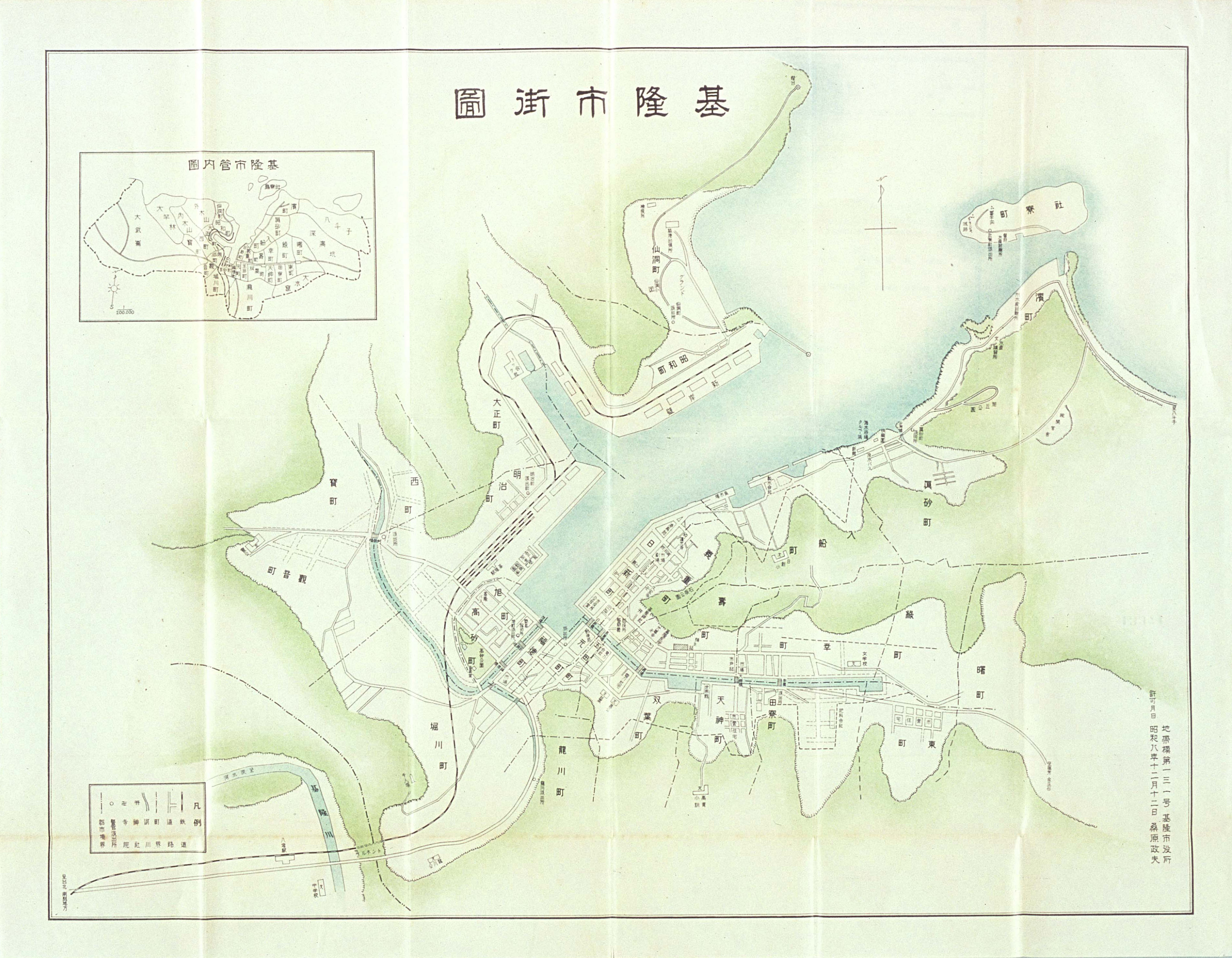
基隆市街圖

寶町為台灣日治時期臺北州基隆市的一個町，於基隆市自昭和6年（1931年）10月1日實施町名改正後設置，位於蚵殼港一帶；當地原屬於基隆市大字蚵殼港。
寶町約為現今地籍西定段和保定段的範圍，約為安樂區干城里、慈仁里、定邦里、定國里、西川里和新西里。

## 町內設施
- 寶町火葬場
- 鐵道部基隆集會所